# エクスペンダブル・レディズ
『エクスペンダブル・レディズ』（Mercenaries）は、2014年のアメリカ合衆国のアクション映画。クリスタナ・ローケン、ブリジット・ニールセン、ゾーイ・ベル、ヴィヴィカ・A・フォックス、シンシア・ロスロック、ニコール・ビルダーバック出演。大ヒット映画を模倣したモックバスターと呼ばれるアサイラム社製作のオリジナルビデオ映画作品のひとつで、同年公開の『エクスペンダブルズ3 ワールドミッション』を元ネタとしている。

## あらすじ
アメリカ合衆国大統領の娘エリーズを乗せた護衛車がカザフスタンを走っていたとき、ウルリーカ率いるテロリスト組織に襲撃されエリーズが拉致されてしまう。ホワイトハウスに届いたウルリーカの映像メッセージで彼女はエリーズを解放する条件として、48時間以内に母国にいる敵対する人物を全て排除し自分をその国の大統領にさせるよう要求してきた。それを見たCIAのモナ・ケンダルは、部下のボビーからウルリーカが異常なほどの男嫌いなことと弱い女も見下していることを伝えられる。身近に適任者が不在のなか、モナは能力がある服役中の女囚人を今回の任務につかせることを決め、海兵隊に所属していた元狙撃兵のキャット・モーガン、特殊部隊の小隊長だったカサンドラ・クレイ、元CIAエージェントでモナの部下であり殺し屋に転身したレイヴン、自称テクノ・アナキストで爆発物に詳しいメイリン・フォンの4人を集める。そして恩赦と引き換えに、彼女たちをエリーズ救出のためウルリーカが潜んでいるカザフスタンの旧ソ連の刑務所跡地へと向かわせる。

## キャスト
- ウルリーカ - ブリジット・ニールセン（日本語吹替：入江純）

テロリスト組織のリーダー。
- モナ・ケンダル - シンシア・ロスロック（日本語吹替：喜代原まり）

CIA職員。
- メイリン・フォン - ニコール・ビルダーバック（日本語吹替：北斗利佳）

テクノ・アナキストを自称する女性。爆発物に詳しい。
- キャット・モーガン - クリスタナ・ローケン（日本語吹替：志田有彩）

海兵隊に所属していた元狙撃兵。
- カサンドラ・クレイ - ゾーイ・ベル（日本語吹替：うさみともこ）

特殊部隊の小隊長だった経歴を持つ女性。
- レイヴン - ヴィヴィカ・A・フォックス（日本語吹替：杉浦慶子）

殺し屋。元CIA。薄情な性格でウルリーカに寝返る。
- グレゴリ - ティム・アベル（英語版）（日本語吹替：野川雅史）

ウルリーカの側近。
- ボブ - ジェラルド・ウェブ

モナの部下。
- レクシー - アレクシス・レイチ（日本語吹替：押川チカ）

現地の少女。ウルリーカのアジトに入る手助けをする。盗みが上手い。
- エリーズ - ティファニー・パンヒラソン（日本語吹替：塩谷綾子）

アメリカ大統領の娘。ウルリーカに誘拐される。
- ヴェズ - エドワード・デルイター

運び屋。

## スタッフ
- 監督：クリストファー・レイ
- 脚本：エドワード・デルイター
- 製作：デヴィッド・マイケル・ラット
- 製作総指揮：デヴィッド・リマゥイー
- 撮影監督：アレクサンダー・イェレン（英語版）
- プロダクションデザイナー：アレクサ・ローランド
- 編集：モーリーン・マーフィ、ボビー・K・リチャードソン
- 衣裳デザイン：ミシェル・グリーン
- 音楽：クリス・ライデンハウア